# Chikugo (Fukuoka)
Chikugo (筑後市 Chikugo-shi?) es una ciudad localizada en Fukuoka, Japón.
A partir de 2003, la ciudad tiene una población de 47.736 y una densidad de 1.140,65 personas por km². La superficie total es de 41,85 km².
La ciudad fue fundada el 1 de abril de 1954.

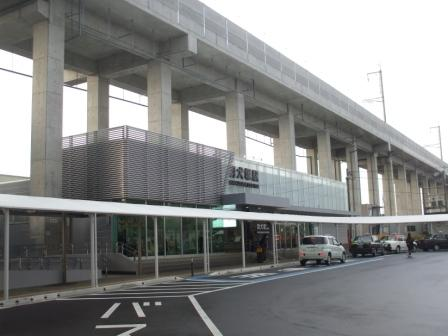
La nueva estación de Hainuzuka.